# Björn Försterling

Björn Försterling, 2021

Björn Försterling (* 23. Juli 1982 in Wolfenbüttel) ist ein deutscher Politiker (FDP). Er war von 2008 bis 2022 Abgeordneter des Niedersächsischen Landtags.

## Leben und Beruf
Björn Försterling wuchs in Wolfenbüttel auf, wo er sowohl die Grundschule und die Orientierungsstufe als auch das Gymnasium im Schloss besuchte. Nach dem Abitur im Jahre 2001 durchlief er bis 2004 eine Ausbildung für den gehobenen Steuerverwaltungsdienst im Finanzamt Wolfenbüttel und an der Niedersächsischen Fachhochschule für Verwaltung und Rechtspflege in Rinteln, die er als Diplom-Finanzwirt (FH) abschloss. Försterling war anschließend bis zur Landtagswahl 2008 als Steuerinspektor im Finanzamt Wolfenbüttel tätig, und zwar in der allgemeinen Veranlagung, der Rechtsbehelfsstelle und der Körperschaftsteuerstelle. 
Försterling wohnt in Wolfenbüttel, ist seit 2017 mit einem Architekten verheiratet und kinderlos.

## Werdegang bei den Freien Demokraten
Försterling trat 1998 mit seinem 16. Geburtstag in die FDP ein. Von 1998 bis 2004 war er Mitglied im Vorstand des FDP-Stadtverbands Wolfenbüttel, zunächst als Schriftführer und Pressesprecher, ab 2002 als Vorsitzender. 2004 wurde er zum Vorsitzenden des übergeordneten FDP-Kreisverbands Wolfenbüttel und zum Mitglied im Landesvorstand der FDP Niedersachsen gewählt. Beide Ämter bekleidet Försterling nach wie vor. Seit 2010 ist er zudem Vorsitzender des FDP-Bezirksverbands Braunschweig. Zur Erarbeitung des Bundestagswahlprogramms der FDP war er Mitglied der Programmkommission 2017.
Neben seinem Engagement in der FDP war Försterling von 2003 bis 2007 Schatzmeister des Landesverbands Niedersachsen der Jungen Liberalen (JuLis) und von 2007 bis 2008 deren Landesvorsitzender.

## Parlamentarische Tätigkeit
Bei den Landtagswahlen 2003, 2008, 2013 und 2017 war Försterling Direktkandidat für die FDP im Wahlkreis Wolfenbüttel. Bei den Landtagswahlen 2008, 2013 sowie 2017 wurde er über die Landesliste seiner Partei in das niedersächsische Landesparlament gewählt. Seit seinem erstmaligen Einzug in den Landtag im Jahr 2008 war Försterling bildungspolitischer Sprecher der FDP-Fraktion im Landtag Niedersachsen. In der 16. Wahlperiode war er zudem jugendpolitischer Sprecher seiner Fraktion. 
In der 16. Wahlperiode war er Mitglied des Kultusausschusses und setzte seine Tätigkeit in diesem Gremium auch für die Dauer der 17. Wahlperiode fort. Darüber hinaus war Försterling Mitglied zahlreicher Parlamentarischer Untersuchungsausschüsse des Niedersächsischen Landtags. Im 21. Parlamentarischen Untersuchungsausschuss (2009–2012) zu Vorgängen in der Schachtanlage Asse II vertrat er die FDP-Fraktion als Obmann. Als stellvertretendes Mitglied neben dem FDP-Obmann Jörg Bode gehörte er dem 22. Parlamentarischen Untersuchungsausschuss zu Vorgängen in der Dienstzeit des Staatssekretärs a. D. Udo Paschedag an, der von 2013 bis 2015 tagte. Im 2017 tagenden 24. Parlamentarischen Untersuchungsausschuss zu Rechtsverstößen bei der Vergabe öffentlicher Aufträge in der Verantwortung der rot-grünen Landesregierung in Niedersachsen war Försterling ebenfalls stellvertretendes Mitglied, diesmal neben dem Obmann der Freien Demokraten Christian Grascha. 
Försterling engagierte sich im Rahmen der FDP-Fraktionsvorsitzendenkonferenz in deren Arbeitsgruppe Bildung (Schule und Hochschule). 2011 wurde er zum Vorsitzenden dieser Arbeitsgruppe gewählt.
Am 26. September 2017 wählten ihn die Mitglieder der FDP-Fraktion im Niedersächsischen Landtag zum stellvertretenden Vorsitzenden ihrer Fraktion.
Da die FDP bei der Landtagswahl 2022 mit nur noch 4,7 Prozent der Stimmen an der Fünfprozenthürde scheiterte, verpasste Försterling den Wiedereinzug in den Landtag und schied als Abgeordneter im November 2022 aus.

## Konflikt mit der AfD
Im Dezember 2019 bezeichnete Björn Försterling die AfD in einem Fernsehinterview als Verfassungsfeinde und wurde daraufhin durch die Partei aufgefordert, eine Unterlassungserklärung zu unterschreiben. Der FDP-Politiker weigerte sich mit der Erklärung, er werde sich nicht „mundtot“ machen lassen.

## Kommunalpolitik
Seit der Kommunalwahl 2006 gehört Försterling dem Kreistag des Landkreises Wolfenbüttel an. Er war bis 2011 Vorsitzender der FDP-Kreistagsfraktion. Von 2011 an saß er als Einzelvertreter der FDP im Kreistag, bis die FDP mit der niedersächsischen Kommunalwahl 2016 dort wieder in Fraktionsstärke einzog. Seitdem ist Försterling wieder Vorsitzender der FDP-Kreistagsfraktion. Bei der Landratswahl im September 2021 trat er für die FDP gegen Amtsinhaberin Christiana Steinbrügge (SPD) an und erreichte 13 % der Stimmen. Zwischen Steinbrügge (44 %) und dem CDU-Kandidaten Uwe Schäfer (24 %) fand am 26. September 2021 eine Stichwahl statt, bei der sich Steinbrügge durchsetzte.

## Mitgliedschaften und Vereinsengagement

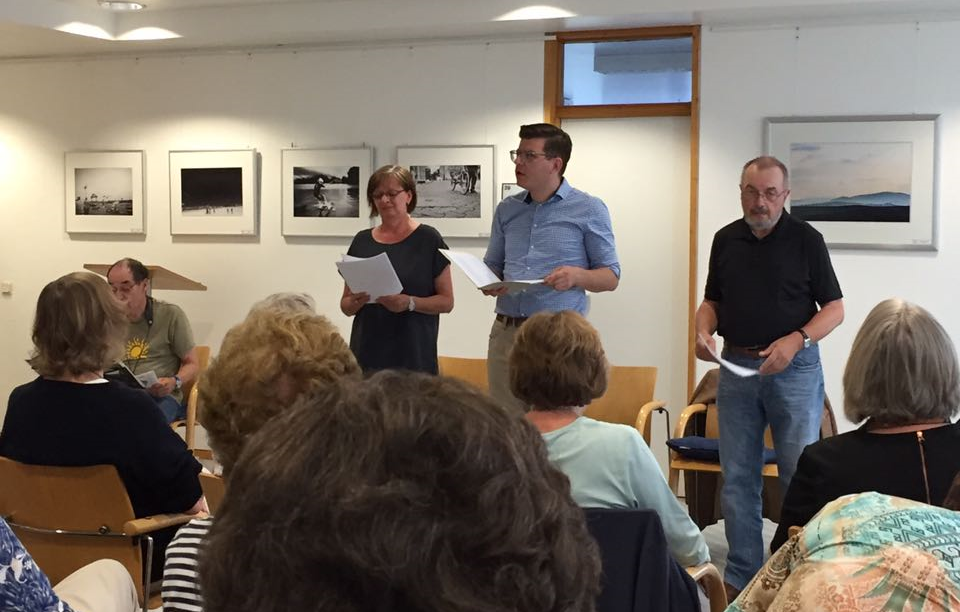
Björn Försterling bei einer Lesung der Literarischen Gesellschaft Salzgitter e.V.

Björn Försterling war von 2009 bis 2014 Mitglied im Stiftungsrat der Stiftung Braunschweigischer Kulturbesitz und von 2009 bis 2012 stellvertretendes Mitglied im Verwaltungsausschuss des Staatstheaters Braunschweig. Seit 2013 ist er Mitglied im Stiftungsrat der Stiftung Niedersächsischer Gedenkstätten. Zudem ist er Mitglied der Deutschen Steuer-Gewerkschaft, der Deutschen Parlamentarischen Gesellschaft und des 1. FC Köln.
In seiner Heimatstadt Wolfenbüttel war Försterling Vorsitzender des Ortsvereins des Deutschen Roten Kreuzes Wolfenbüttel e.V., Bereitschaftsleiter der DRK-Bereitschaft Wolfenbüttel und Beauftragter für den Katastrophenschutz des DRK-Kreisverbands Wolfenbüttel e.V. Zudem ist Försterling Vorsitzender der Literarischen Gesellschaft Salzgitter e.V. Er ist förderndes Mitglied der Freiwilligen Feuerwehr Wolfenbüttel und des Hospizvereins Wolfenbüttel. 